# فهرست ورزشگاه‌های فوتبال کره جنوبی
فهرست ورزشگاههای فوتبال کره جنوبی که بیش از ۴۰ هزار نفر ظرفیت دارند.
| #  | ورزشگاه                  | ظرفیت  | شهر           | تیم خانگی                           |
| -- | ------------------------ | ------ | ------------- | ----------------------------------- |
| ۱  | ورزشگاه المپیک سئول      | ۷۲,۰۰۰ | سئول          | تیم ملی فوتبال کره جنوبی            |
| ۲  | ورزشگاه جام‌جهانی سئول    | ۶۸,۴۷۶ | سئول          | باشگاه فوتبال اف‌سی سئول             |
| ۳  | ورزشگاه دائجو            | ۶۶,۴۲۲ | دائجو (ایالت) | باشگاه فوتبال اف‌سی دائجو            |
| ۴  | ورزشگاه آسیاد بوسان      | ۵۳٬۸۶۴ | بوسان         | باشگاه فوتبال بوسان ای‌پارک          |
| ۵  | ورزشگاه مونهاک اینچئون   | ۵۰٬۲۵۶ | اینچئون       | باشگاه فوتبال اینچئون یونایتد       |
| ۶  | ورزشگاه جام مونسو        | ۴۴٬۴۶۶ | اولسان        | باشگاه فوتبال اولسان هیوندای        |
| ۷  | ورزشگاه جام‌جهانی گوانگجو | ۴۴٬۱۱۸ | گوانگجو       | باشگاه فوتبال اف‌سی گوانگجو          |
| ۸  | ورزشگاه جام‌جهانی جئونجو  | ۴۳٬۳۴۸ | جئونجو        | باشگاه فوتبال چونبوک هیوندای موتورز |
| ۹  | ورزشگاه جام‌جهانی سوون    | ۴۳٬۲۸۸ | سوون          | باشگاه فوتبال سوون سامسونگ          |
| ۱۰ | ورزشگاه جام‌جهانی ججو     | ۴۲٬۲۵۶ | سئوگویپو      | باشگاه فوتبال ججو یونایتد           |
| ۱۱ | ورزشگاه گویانگ           | ۴۱٬۳۱۱ | گویانگ        | باشگاه فوتبال اف‌سی کوکمین بانک      |
| ۱۲ | ورزشگاه جام‌جهانی دائجونگ | ۴۱٬۲۹۵ | دائجونگ       | شهروند دائوجونگ                     |